# HMS Beagle
Pour les articles homonymes, voir Beagle (homonymie).

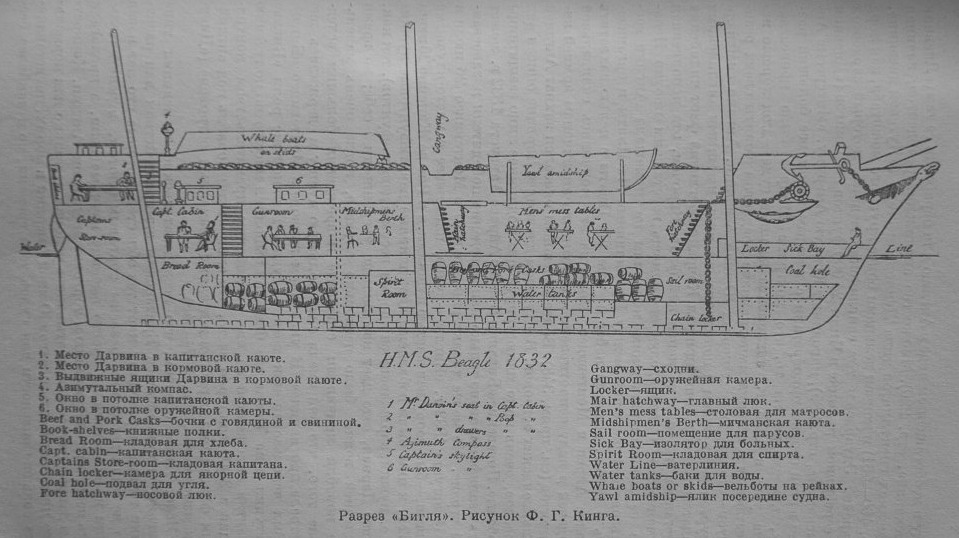
Détail en coupe longitudinale du HMS Beagle - 1832.

Le HMS Beagle est un navire de la Royal Navy de la classe Cherokee. Il est lancé le 11 mai 1820 du port de Woolwich, sur la Tamise. Au mois de juillet de cette même année, le Beagle prend part à la célébration du couronnement du roi Georges IV. Le navire n'eut ensuite plus d'utilité jusqu'à ce qu'il soit réhabilité en navire de recherche. Il prend alors part à trois expéditions. Il est célèbre pour avoir eu à son bord le naturaliste Charles Darwin, lors de la deuxième mission, de 1831 à 1836. Ce voyage est raconté dans le livre de Darwin, Le Voyage du Beagle, publié en 1839.

## Le premier voyage
Le 27 septembre 1825, le Beagle accoste à Woolwich pour des réparations et des travaux visant à réhabiliter le navire pour ses nouvelles fonctions. Son artillerie est réduite de 10 à 6 canons et un troisième mât est ajouté pour augmenter sa manœuvrabilité. 
Le 22 mai 1826, le Beagle quitte Plymouth pour son premier voyage, sous le commandement du capitaine Pringle Stokes. Sa mission est d'escorter un plus grand navire, le HMS Adventure, pour une mission hydrographique en Patagonie et Terre de Feu. L'expédition entière est sous l'autorité du capitaine australien Philip Parker King.
À la suite des difficultés de la campagne menée dans les eaux sombres de la Terre de Feu, le capitaine Stokes, peut-être en carence de vitamines, éprouve une sévère dépression : à Port Famine, dans le détroit de Magellan, il s'isole dans sa cabine pendant 14 jours. Lorsqu'il en émerge, il semble euphorique, fait part de son enthousiasme et évoque la préparation d'une nouvelle mission, puis il tente de se suicider, le 1er août 1828 en se tirant une balle dans la tête. Après 4 jours de délire, Stokes paraît remis, mais finalement son état se détériore et il meurt le 12 août 1828. Le capitaine Parker King remplace alors Stokes par l'officier exécutif du Beagle, le lieutenant W.G Skyring. Ils naviguent ensuite vers Rio de Janeiro où, le 15 décembre 1828, l'amiral Sir Robert Otway, commandant en chef de la flotte d'Amérique du Sud, nomme le lieutenant Robert FitzRoy comme capitaine (temporaire) du Beagle.
Le jeune aristocrate de 23 ans se révèle être un commandant compétent. C'est durant cette expédition que l'on nomme « canal du Beagle » le détroit séparant des îles de l'archipel de la Terre de Feu, à l'extrémité méridionale de l'Amérique du Sud.
Pendant cette mission, les habitants aborigènes de la Terre de Feu s'emparent de l'une des chaloupes : dans leurs usages coutumiers, c'est en échange des fruits de mer qu'ils apportent, mais dans l'esprit des britanniques, c'est un vol, et FitzRoy prend leurs familles en otages. Quatre de ces otages, deux hommes, une fille et un garçon auquel on donne le nom de Jemmy Button, sont gardés sur le Beagle qui les ramene en Angleterre le 14 octobre 1830.

## Le deuxième voyage

Le second voyage du HMS Beagle, 27 décembre 1831 - 2 octobre 1836.

Lors du deuxième voyage, le commandant FitzRoy emmène à bord le naturaliste Charles Darwin, qui a ainsi l'occasion d'observer l'environnement et ses habitants, d'en faire le récit et de collecter et envoyer à Londres, lors des escales, d'innombrables pièces de collection d'histoire naturelle, géologiques, paléontologiques, botaniques, zoologiques et anthropologiques. Bien plus tard, lorsque Darwin publie son Origine des espèces, mettant en cause le dogme créationniste auquel FitzRoy reste attaché, ce dernier déclare « pendant cinq ans, j'ai réchauffé un serpent en mon sein ».

## Le troisième voyage
En 1837, le Beagle part pour étudier une grande partie de la côte australienne sous les ordres du commandant John Clements Wickham, qui a été le lieutenant durant le second voyage, avec l'assistance du lieutenant John Lort Stokes. Ils débutent par la côte occidentale entre le fleuve Swan (qui traverse de nos jours la ville de Perth (Australie-Occidentale)) et le Fitzroy (fleuve du Queensland). Ensuite l'équipage  étudie le Détroit de Bass, qui se situe au nord de la Tasmanie. En mai 1839, ils naviguent vers le nord pour examiner les rives de la Mer d'Arafura face à Timor. Le commandant Wickham tombe malade et est remplacé en mars 1841 par le Lieutenant Stokes qui termine le périple. Le troisième voyage s’achève en 1843.
De nombreux endroits de la côte sont nommés par Wicklam puis par Stokes, souvent en l'honneur de personnes éminentes ou de membres d'équipage. Ainsi, le 9 octobre 1839, Port Darwin est nommé en souvenir de leur ancien compagnon. La ville est renommée Palmerston en 1839, puis Darwin en 1911. Durant ce voyage, le Beagle Gulf, qui est le golfe à l'entrée de la ville Darwin, est nommé en l'honneur du navire.

## Les dernières années
En 1845, le Beagle est réaménagé en navire de surveillance statique et transféré à l'administration des douanes et accises de Sa Majesté. Il doit contrôler la contrebande dans les voies navigables au-delà de la rive nord de la Tamise. En 1851, le bateau est renommé W.V-7 et en 1870 est vendu pour son démantèlement.

## Réplique

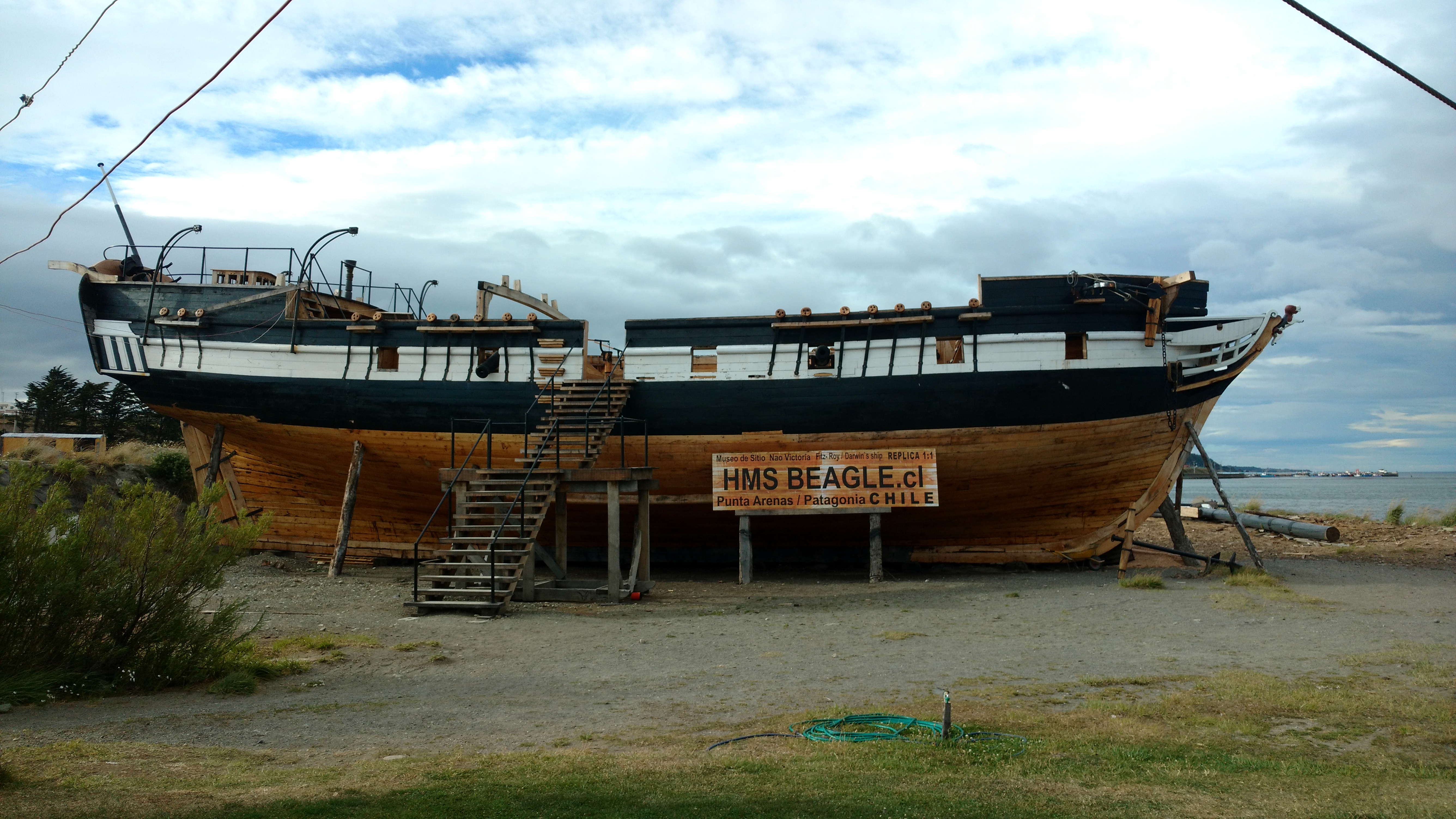
Réplique du HMS Beagle en 2016

Le 31 décembre 2011, le Musée Nao Victoria, situé à Punta Arenas au Chili, annonce la construction de la première réplique 1:1 du Beagle à l'échelle réelle. La construction débute le 1er novembre 2012, et la presse nationale commence à s’intéresser au projet en travaux. La réplique est réalisée en 2016.

## Sources
- (en) Cet article est partiellement ou en totalité issu de l’article de Wikipédia en anglais intitulé « HMS Beagle » (voir la liste des auteurs).